# Seychellaria
Seychellaria  es un género de plantas con flores perteneciente a la familia Triuridaceae. Comprende unas seis especies.

## Especies seleccionadas
- Seychellaria africana
- Seychellaria japonica
- Seychellaria madagascariensis